# 凱文·博尼法齊
凱文·博尼法齊（義大利語：Kevin Bonifazi；1996年5月19日—）是一位意大利職業足球選手，在場上的位置是中後衛。現效力於意甲球隊博洛尼亞。博尼法齊曾代表意大利U21國家足球隊參賽。

## 榮譽

### 俱樂部
斯帕爾
- 意大利足球乙级联赛冠軍：2016-17賽季

## 外部連結
- Profile by Weltfussball（页面存档备份，存于）
- 足球数据库：凱文·博尼法齊的球员统计数据
- Soccerway資料庫：凱文·博尼法齊